# 金坦波
金坦波（英語：Kintampo）為迦納東博諾大區的城鎮以及旅遊景點，曾是金坦波縣的首府，於2004年成為北金坦波區的首府，2013年人口有49,046人。

## 外部連結
- MSN Map （页面存档备份，存于）